# 鄺民彬
鄺民彬（1959年8月—），香港證券業人士、股評人，曾長期任職於凱基證券至退休。

## 生平
鄺民彬是香港中文大學經濟系1983年屆學士畢業生，1988年在該系考獲碩士。他在大學畢業時已有志從事證券分析工作，但未能立即如願，曾一度從事保險經紀。
他在1990年投身證券業，最初獲得外資證券行摩根建富的中港股票研究部主管謝清海賞識，羅致到該行擔任經濟師，後來曾任職於本地證券行振通證券、吳玉欽證券、嘉洛證券。約在1999年加入台資的凱基證券，曾任亞洲營運總裁，2019年退休前擔任該行的執行董事及研究部主管。
鄺民彬經常為傳媒擔任股票人，曾聯同石鏡泉主持香港電台第一台財經節目《投資新世代》。

## 個人生活
鄺民彬已婚。
鄺民彬身為證券界中人，自己曾在1997年金融風暴中投資失利，經此打擊後他開始篤信佛教。2001年他皈依聖一法師座下，法名「衍民」。他曾修讀佛學研究碩士課程，及在佛學網媒主持網上電台節目《投資B世代》（B是Buddhism縮寫）。
根據香港中文大學校友會的記載，鄺民彬童年時開始習武，曾在剛柔流空手道武館擔任業餘助教。

## 資料來源
1. ↑  . 美国之音. 2009-07-24  [2025-07-23] （中文）.
2. 1 2 3  余絲韻. . 東方日報. 2019-08-22  [2025-07-23] （中文（香港））.
3. 1 2  何敬熹. . 香港01. 2016-07-13  [2025-07-23] （中文（香港））.
4. 1 2  . Chinese University Alumni Magazine.   [2025-07-23].
5. 1 2 3  . 香港經濟日報HKET. 2014-02-04  [2025-07-23] （中文（繁體））.
6. 1 2  . etnet 經濟通|香港新聞財經資訊和生活平台. 2019-10-25  [2025-07-23] （中文（繁體））.
7. ↑  . 2018-09-06: B04  [2025-07-23].